# Sclerosomatinae
Sous-famille
Les Sclerosomatinae sont une sous-famille d'opilions eupnois de la famille des Sclerosomatidae.

## Distribution
Les espèces de cette sous-famille se rencontrent dans l'écozone paléarctique.

## Liste des genres
Selon World Catalogue of Opiliones (17/05/2021) :
- Astrobunus Thorell, 1876
- Granulosoma Martens, 1973
- Homalenotus Koch, 1839
- Mastobunus Simon, 1879
- Metasclerosoma Roewer, 1912
- Pseudastrobunus Martens, 1973
- Pseudohomalenotus Caporiacco, 1935
- Pygobunus Roewer, 1957

## Publication originale
- Simon, 1879 : « Les Ordres des Chernetes, Scorpiones et Opiliones. » Les Arachnides de France, vol. 7, p. 1-332.